# Хто стукає у двері до мене...
«Хто стукає у двері до мене …» (рос. «Кто стучится в дверь ко мне…») — радянський художній фільм 1982 року режисера  Миколи Скуйбіна.

## Сюжет
У квартирі молодої людини, актора, одного вечора лунає дзвінок: незнайома дівчина попросила сховати її від переслідувачів.
Вранці дівчина покинула квартиру, але бандити стали підстерігати актора і шантажувати його дружину, вимагаючи адресу незнайомки. Актор вирішив допомогти дівчині…

## У ролях
- Сергій Шакуров —  Гера, театральний актор
- Світлана Тома —  Ніна, дружина Гери
- Тамара Акулова —  Алька Вострякова
- Вадим Спиридонов —  Ігор Михайлович, головний інженер
- Анаїт Топчян —  Лаура Едуардівна, дружина Ігоря Михайловича
- Василь Ліванов —  Віктор Павлович, лікар
- Тетяна Догілєва —  Віра
- Антон Табаков —  Юра
- Ігор Бочкін —  Вітьок
- Жанна Болотова —  Соня
- Михайло Козаков —  театральний актор, колега Гери
- Валентина Ушакова —  глядачка в театрі
- Олександр Юшин —  Віталік
- Тетяна Гаврилова —  Анна Єгорівна, квартирна хазяйка
- Валентина Березуцька —  домробітниця Ігоря Михайловича і Лаури Едуардівни
- Олена Фіногеєва —  театральна акторка, колега Гери
- Ірина Коритнікова —  подруга Альки

## Знімальна група
- Автор сценарію: Тетяна Хлоплянкіна
- Режисер:  Микола Скуйбін
- Оператор:  Генрі Абрамян
- Художник:  Олександр Борисов
- Композитор: Єфрем Подгайц